# Frank E. Hull
Frank E. Hull est un monteur américain, né le 17 octobre 1882 dans le Kansas, mort le 22 mai 1968  à Los Angeles (Californie).

## Filmographie partielle
- 1920 : Satan de Wallace Worsley
- 1920 : The Street Called Straight de Wallace Worsley
- 1925 : La Veuve joyeuse d'Erich von Stroheim
- 1928 : Martini dry (Dry Martini) de Harry d'Abbadie d'Arrast
- 1930 : Born Reckless de John Ford et Andrew Bennison (en)
- 1930 : Up the River de John Ford
- 1933 : Danseuse étoile (Stage Mother) de Charles Brabin
- 1934 : Le Témoin imprévu de William K. Howard
- 1934 : Student Tour de Charles Reisner
- 1935 : La Femme de sa vie de George Cukor et Edward H. Griffith
- 1936 : Sa femme et sa secrétaire de Clarence Brown
- 1936 : L'Heure mystérieuse de Sam Wood
- 1937 : Un jour aux courses de Sam Wood
- 1938 : L'Ensorceleuse de Frank Borzage
- 1938 : Of Human Hearts de Clarence Brown
- 1938 : Barreaux blancs de Sam Wood
- 1939 : Le Secret du docteur Kildare (The Secret of Dr. Kildare), de Harold S. Bucquet
- 1939 : Bridal Suite de Wilhelm Thiele
- 1939 : Les Aventures d'Huckleberry Finn de Richard Thorpe
- 1940 : Florian d'Edwin L. Marin
- 1941 : Viens avec moi de Clarence Brown
- 1941 : Whistling in the Dark de S. Sylvan Simon
- 1941 : Barnacle Bill de Richard Thorpe
- 1942 : Je te retrouverai de Wesley Ruggles
- 1942 : Nazi Agent de Jules Dassin
- 1942 : Panama Hattie de Norman Z. McLeod
- 1943 : L'Amour travesti de Wesley Ruggles
- 1943 : Dr. Gillespie's Criminal Case de Willis Goldbeck
- 1943 : L'Ange perdu de Roy Rowland
- 1944 : Maisie Goes to Reno de Harry Beaumont
- 1944 : See Here, Private Hargrove de Wesley Ruggles
- 1945 : Les Sacrifiés de John Ford et Robert Montgomery
- 1945 : L'amour s'en va-t-en guerre (Keep Your Powder Dry) d'Edward Buzzell
- 1946 : Little Mister Jim de Fred Zinnemann